# Charlie Faultless
Charlie Faultless, né le 5 mars 1908 à Giffnock et mort le 27 novembre 1998 à Clydebank, est un ancien arbitre écossais de football

## Carrière
Il a officié dans des compétitions majeures : 
- Coupe d'Écosse de football 1953-1954 (finale)
- Coupe du monde de football de 1954 (2 matchs)
- Coupe d'Écosse de football 1954-1955 (finale)